# Blinded by the Light (film)
Blinded by the Light is een televisiefilm uit 1980 onder regie van John A. Alonzo. Broer Jimmy en zus Kristy McNichol spelen de hoofdrollen in de film met claustrofobie als thema.

## Verhaal
Wanneer David van huis wegloopt om lid te worden van een sekte, maakt dit zijn zus Janet zorgen. Ze probeert hem de voordeel van de twijfel te geven, in tegenstelling tot haar gechoqueerde ouders.

## Rolverdeling
| Acteur           | Personage      |
| ---------------- | -------------- |
| Kristy McNichol  | Janet Bowers   |
| Jimmy McNichol   | David Bowers   |
| Jenny O'Hara     | Rose           |
| Michael McGuire  | Ed Bowers      |
| Anne Jackson     | Frances Bowers |
| Grace Zabriskie  |                |
| Benjamin Bottoms | Scott          |